# Preston Beach
Preston Beach è una piccola città situata nella regione Peel nell'Australia Occidentale, appena fuori dalla Old Coast Road, tra Mandurah e Bunbury nel Parco nazionale Yalgorup.